# Tonight (canção de Big Bang)
"Tonight" (hangul: 투나잇; rr: Toonait) é uma canção do grupo sul-coreano Big Bang, ela foi lançada em 23 de fevereiro de 2011 pela YG Entertainment, como o single principal de seu quarto extended play (EP) de mesmo nome. A canção que foi composta por G-Dragon e T.O.P e produzida pelo primeiro juntamente com e.knock, alcançou a posição de número um na parada da Gaon e tornou-se uma das canções de melhor desempenho em 2011 na Coreia do Sul.

## Antecedentes e composição
Logo após o lançamento de Remember (2008), seu segundo álbum de estúdio, o Big Bang concentrou-se de forma ainda mais intensa no mercado de música japonesa e restringiu-se a lançamentos de singles promocionais na Coreia do Sul e aos projetos solo dos membros. Após esta pausa que perdurou por dois anos sem lançamento de álbum coreano, o Big Bang retornou através de seu concerto Big Show de 2011, onde o grupo apresentou suas novas canções de seu até então EP inédito. Embora influenciado fortemente pela música eletrônica, o grupo optou pelo que classificou por "canções de rock calorosas", como a direção de seus novos materiais.
Lançado como o primeiro single, "Tonight" contém um "som eletrônico sofisticado" pareado com violão acústico. A canção é "claramente baseada no dance-pop", um gênero pelo qual o quinteto é conhecido. Ela é construída sobre "batidas de punho cerrado e aplausos", apresenta "vocais fortemente autotunados" e encerra-se "com um súbito silêncio para em seguida, ser retomada como se retornasse para um bis". Mais tarde, uma versão em língua japonesa da canção foi inserida em Big Bang 2, seu terceiro álbum de estúdio japonês.

## Recepção da crítica
A Billboard observou que "Tonight" é "mais diferenciada e sofisticada que muitas canções de clube anteriores" do Big Bang e elogiou o que considerou "uma jornada sonora de quatro minutos" para um de seus concertos. Além disso, classificou-a em número dez em sua lista de canções que devem ser ouvidas do grupo. O site KpopStarz escolheu "Tonight" como uma das canções mais definitivas do Big Bang, enquanto o jornal Sun-Times, classificou-a como uma das dez melhores canções do grupo, considerando a mesma um "hino de festa" e responsável por "ajudar a lançá-los ao estrelato", destacando a posterior vitória do Big Bang de Melhor Artista Global na premiação MTV Europe Music Awards no mesmo ano de seu lançamento.

## Vídeo musical
O vídeo musical de "Tonight" foi filmado nos Estados Unidos, na cidade de Las Vegas e uma de suas locações foi o Museu do Neon. Ele contou com a participação da atriz e cantora estadunidense Chloe Bennet e foi lançado em 28 de fevereiro de 2011. Em março do mesmo ano, um vídeo do Big Bang praticando a coreografia de "Tonight" na sede YG Entertainment foi lançado em seu canal oficial na plataforma de vídeos YouTube. Posteriormente em abril, uma versão japonesa do vídeo oficial foi lançado, desta vez localizado no canal oficial da YG Entertainment.

## Desempenho nas paradas musicais
Na Coreia do Sul, "Tonight" estreou em número dois na Gaon Digital Chart, em número um na Gaon Download Chart e em cinco na Gaon Streaming Chart. Na semana seguinte, liderou as três paradas. No final de 2011, "Tonight" foi o oitavo single de melhor desempenho do ano na Coreia do Sul, com mais de 2,3 milhões de downloads digitais pagos. Com mais de 23 milhões de transmissões, a canção tornou-se ainda a décima mais transmitida do ano no país. No Japão recebeu a certificação ouro pela Associação da Indústria de Gravação do Japão (RIAJ), denotando vendas de mais de cem mil cópias.

### Posições
| Paradas (2011)                                 | Melhor posição |
| ---------------------------------------------- | -------------- |
| Coreia do Sul (Gaon Weekly Digital Chart)      | 1              |
| Coreia do Sul (Gaon Monthly Digital Chart)     | 5              |
| Coreia do Sul (Gaon Yearly Digital Chart)      | 8              |
| Coreia do Sul (Gaon Weekly Download Chart)     | 1              |
| Coreia do Sul (Gaon Weekly Streaming Chart)    | 1              |
| Estados Unidos (Billboard World Digital Songs) | 19             |
| Japão (Billboard Japan Hot 100)                | 65             |

### Vendas
| País          | Parada                     | Vendas    |
| ------------- | -------------------------- | --------- |
| Coreia do Sul | Gaon Download Chart (2011) | 2,314,355 |

### Certificações
| País  | Provedor | Certificação | Vendas  |
| ----- | -------- | ------------ | ------- |
| Japão | RIAJ     | Ouro         | 100,000 |

## Vitórias em programas de música
| Data                | Programa     | Emissora |
| ------------------- | ------------ | -------- |
| 6 de março de 2011  | Inkigayo     | SBS      |
| 13 de março de 2011 | Inkigayo     | SBS      |
| 20 de março de 2011 | Inkigayo     | SBS      |
| 3 de março de 2011  | M! Countdown | Mnet     |
| 10 de março de 2011 | M! Countdown | Mnet     |
| 20 de março de 2011 | M! Countdown | Mnet     |
| 4 de março de 2011  | Music Bank   | KBS      |
| 11 de março de 2011 | Music Bank   | KBS      |
| 18 de março de 2011 | Music Bank   | KBS      |

## Histórico de lançamento
| Região        | Data                    | Formato             | Gravadora                              |
| ------------- | ----------------------- | ------------------- | -------------------------------------- |
| Coreia do Sul | 23 de fevereiro de 2011 | CD download digital | YG Entertainment                       |
| Japão         | 27 de abril de 2011     | download digital    | YG Entertainment Universal Music Japan |